# Eumaeus costaricensis
Eumaeus costaricensis är en fjärilsart som beskrevs av Max Wilhelm Karl Draudt 1922. Eumaeus costaricensis ingår i släktet Eumaeus och familjen juvelvingar. Inga underarter finns listade i Catalogue of Life.